# Premier combat de Boom
Guerre des Paysans
Batailles
- Saint-Nicolas
- 1er Boom
- Merchtem
- Zele
- Malines
- 2e Boom
- Hooglede
- Moorslede
- Zonnebeke
- 1er Diest
- 1er Louvain
- Alost
- Turnhout
- Enghien-Hal
- Hérinnes
- Audenarde
- Leuze
- 2e Louvain
- Ingelmunster
- Duffel
- Herentals
- Arzfeld
- Clervaux
- Amblève
- Stavelot
- Pollare
- Londerzeel
- Kapelle-op-den-Bos
- Bornem
- Meerhout
- 2e Diest
- 3e Diest
- Mol
- Jodoigne
- Marilles
- Beauvechain
- Hélécine
- Kapellen
- Meylem
- Hasselt

Le premier combat de Boom se déroule les 21 et 22 octobre 1798 pendant la guerre des Paysans. Il s'achève par la victoire des insurgés qui s'emparent de la petite ville de Boom.

## Déroulement
Dans le Petit-Brabant, le canton de Boom commence à s'agiter le 15 octobre et le 20 il entre en insurrection. Les insurgés sont alors menés par d'anciens partisans de la révolution brabançonne comme Van Praet, autrefois membre du comité insurrectionnel de Bréda, Bastiné et Quarteer, ancien capitaine des dragons de Tongerlo et juge de paix de Boom depuis 1797. Quarteer est bientôt proclamé comme commandant en chef de l'« armée chrétienne », il rassemble ses hommes et lève des contributions.
Dans la nuit du 20 au 21, les rebelles se jettent sur Boom, défendu par un faible peloton de soldats et gendarmes républicains. Ces derniers se retrouvent cernés et deux d'entre eux sont tués, cependant le chef de brigade Mazingant arrive en renfort depuis Anvers avec une petite colonne de 80 hommes et deux canons. Grâce à leurs pièces d'artillerie chargées à la mitraille, les républicains peuvent s'emparer de Boom. Le combat commencé à midi s'achève à cinq heures avec la tombée de la nuit, et les insurgés sont repoussés, 34 sont faits prisonniers. Cependant les soldats assassinent plusieurs villageois et quinze maisons sont pillées.
Les républicains passent la nuit retranchés dans le cimetière du village, mais leurs forces sont faibles et les insurgés continuent de menacer la place. Les prisonniers parviennent même à s'évader pendant la nuit. Finalement le lendemain à l'aube, Mazingant donne l'ordre de la retraite et les républicains se replient sur Anvers, abandonnant Boom aux insurgés. Quarteer s'empare alors de la place dont il fait son quartier général.